# Waldbrudershütte

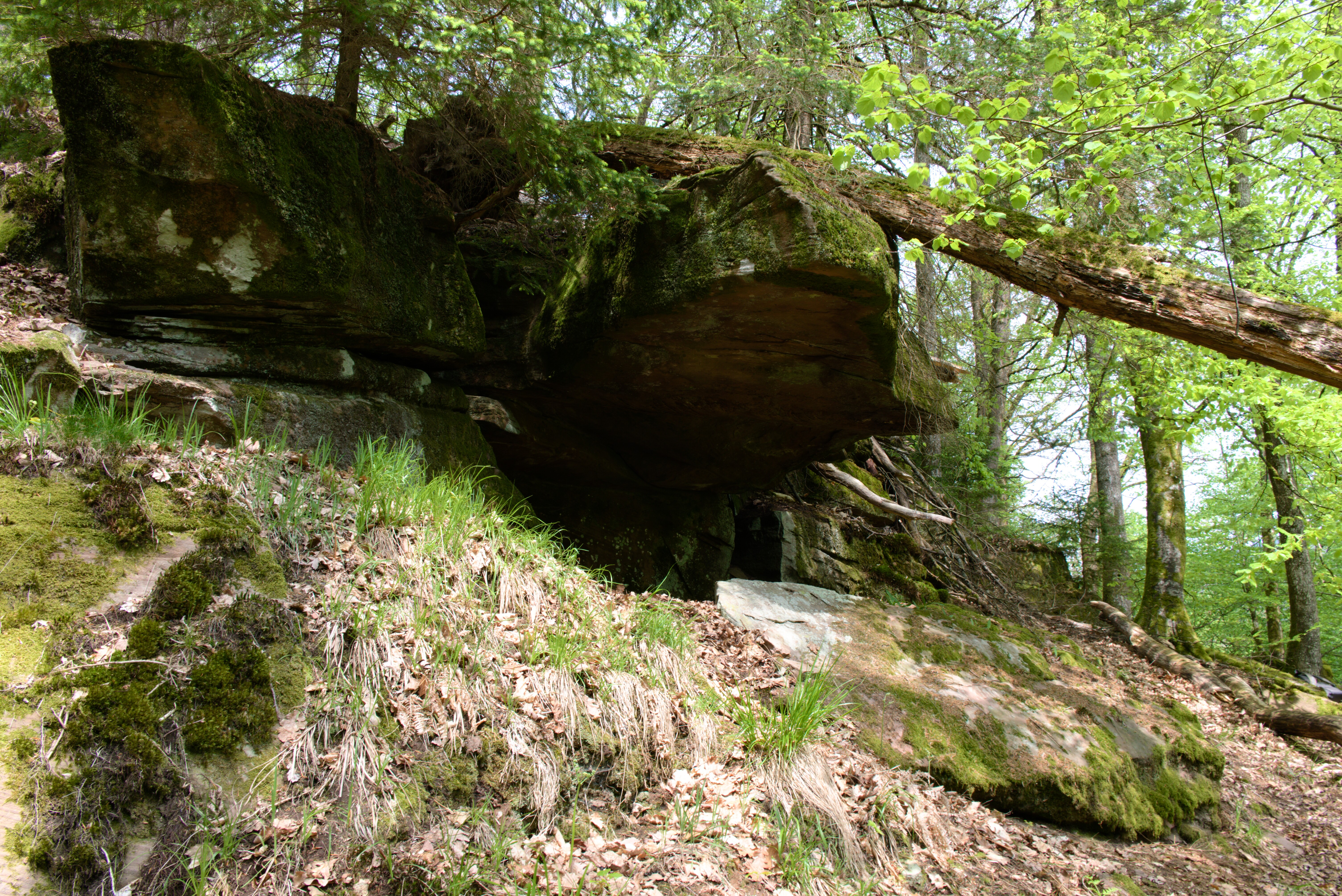
Naturdenkmal Waldbrudershütte (2019)

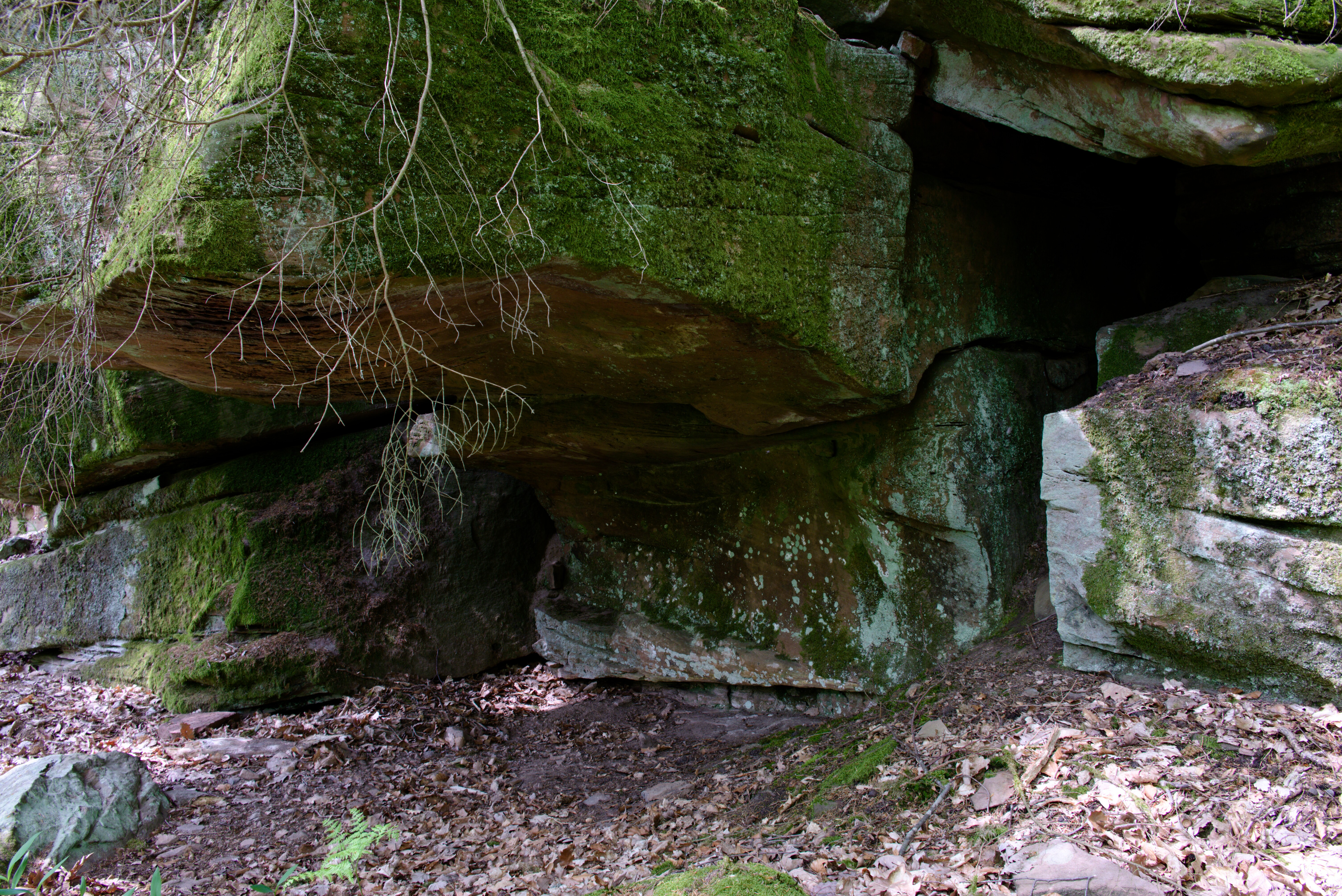
Waldbrudershütte (2019)

Das Naturdenkmal Waldbrudershütte ist ein markanter Felsüberhang am Rande des Ulfenbachtals bei Hirschhorn im südlichen Hessen. Vermutlich diente der abgelegene Ort einst als Unterkunft eines Eremiten. In der Felswand befindet sich ein historisches Felsbild.

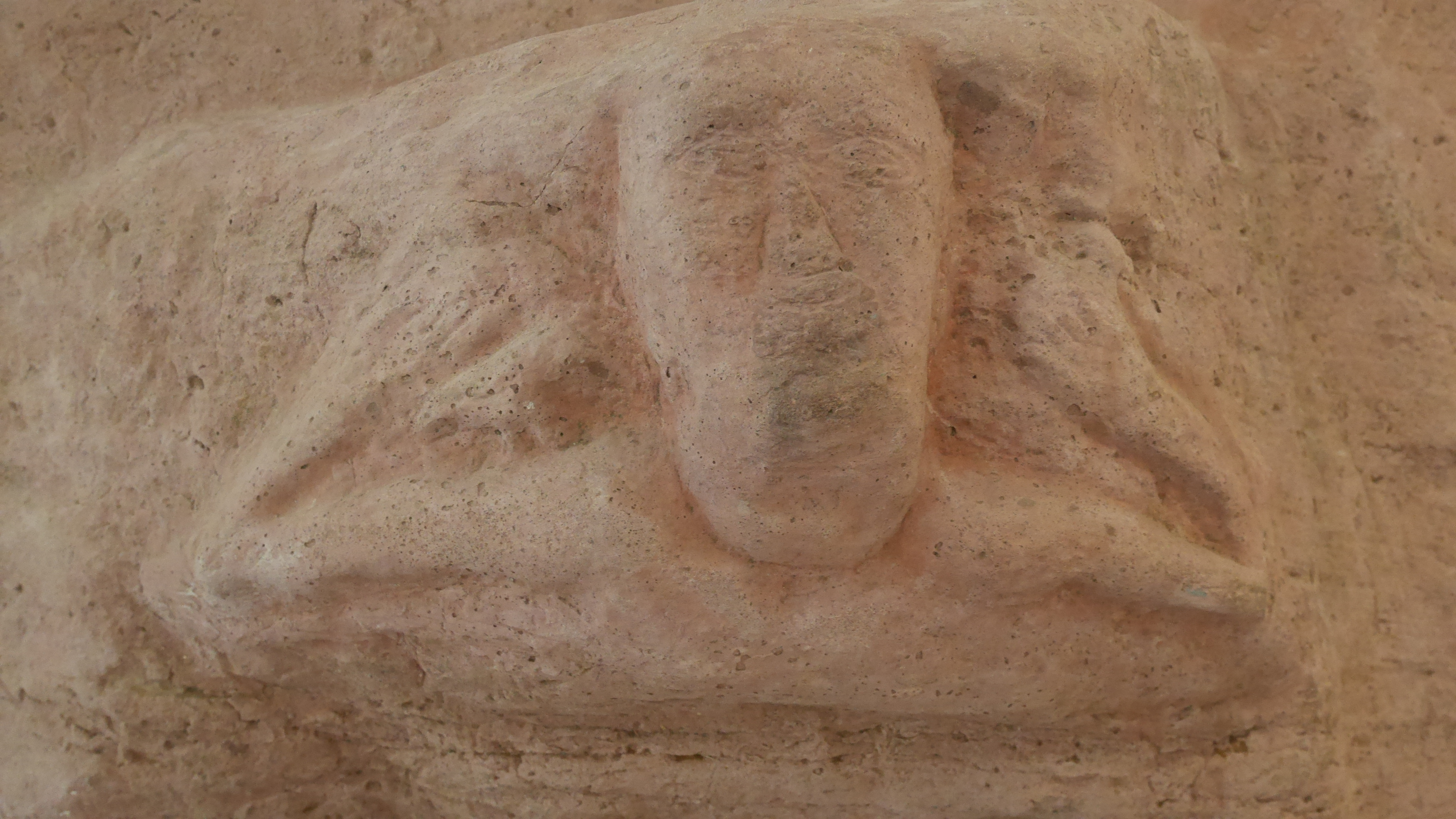
Felsbild (Kopie)

Das etwa 77 cm hohe Felsbild zeigt als Reliefbild eine menschliche Figur, die ihre Hände über den Kopf erhebt und auf deren rechten Schulter ein Vogel sitzt. Die Figur ist in ein langes Gewand gekleidet, unter dessen Saum noch zwei spitze Schuhe angedeutet sind. Der Fels zeigt außerdem eine sehr alte Einlassung, die wohl einst Teil einer Türkonstruktion war. Daher wird vermutet, dass die 60 Meter über dem Talgrund gelegene Felswand einst Behausung eines Eremiten war.
In der Figur im Fels erkennen Forscher den im Alten Testament von Raben gespeisten Propheten Elija, der vom in Hirschhorn ansässigen Karmelitenorden verehrt wurde. Die Figur wird von ihrer Gestaltung auf das 13. oder 14. Jahrhundert datiert. Ein im nahen Drachenbrünnle vermauerter Dreipass unbekannter Herkunft aus der Zeit der Gotik stützt die These, dass bereits im Mittelalter jemand in der Waldbrudershütte gelebt haben und sein Trinkwasser aus dem Drachenbrünnle bezogen haben könnte. Den Bezug zu einem aus dem Kloster stammenden Eremiten schafft die im Volksmund überlieferte Bezeichnung Waldbrudershütte, da mit Bruder wohl ein Mönch („Klosterbruder“) gemeint ist.
Die Figur im Fels ist heute nur noch teilweise zu erkennen, da der Fels in den 1960er Jahren zwei Mal durch Vandalismus beschädigt wurde. Abgüsse der Figur sind im Langbein Museum in Hirschhorn sowie im Volkskundemuseum in Heppenheim zu sehen.
Ein Abbild der Figur befindet sich nur im Langbein Museum in Hirschhorn.